# Lolita (Sängerin)
Lolita, eigentlich Edith Einzinger, geborene Zuser (* 17. Jänner 1931 in St. Pölten; † 1. Juli 2010 in Salzburg), war eine österreichische Schlagersängerin, Schauspielerin und Fernsehmoderatorin. Ihr erfolgreichster Hit war Seemann (Deine Heimat ist das Meer).

## Leben
Die Tochter eines Bundesbeamten besuchte eine Handelsschule und arbeitete als Sachbearbeiterin in einer Spinnerei, als Diplom-Kindergärtnerin und Zahnarztassistentin. Sie trat als Sängerin bei lokalen Veranstaltungen auf und vertrat 1956 während eines Unterhaltungsabends den erkrankten Gerhard Wendland. Nach Probeaufnahmen im ORF-Landesstudio Linz widmete sie sich ganz ihrer Karriere als Sängerin.

Label der Single Sailor (Your Home Is the Sea), US-amerikanische Pressung von Seemann (deine Heimat ist das Meer), 1960

Mit ihrem ersten Schlager Weißer Holunder war sie 1957 in dem gleichnamigen Film zu sehen und konnte noch im selben Jahr mit Der weiße Mond von Maratonga den zweiten Platz der deutschen Hitparade belegen. 1960 hatte sie einen großen Erfolg mit Seemann (deine Heimat ist das Meer) (geschrieben von Werner Scharfenberger und Fini Busch), mit dem sie in den deutschen Singlecharts Platz zwei und in den Vereinigten Staaten unter dem Titel Sailor Platz fünf erreichte – es war die erste hauptsächlich deutschsprachige Single, der das gelang. Sie erhielt in Deutschland eine Platin-Schallplatte von ihrem Musiklabel für über eine Million verkaufter Singles. Insgesamt wurden über zwei Millionen Schallplatten dieses Titels verkauft, der außerdem in die japanischen Hitparaden gelangte. Alle ihre Platten, die meist Fernweh/Heimweh zum Inhalt hatten, erschienen bei den Plattenlabels der Deutschen Grammophon, Polydor und Heliodor, ursprünglich unter den Namen „Ditta Zusa“. Mehrmals trug sie ihre Lieder in Spielfilmen vor.
Ab Mitte der 1960er Jahre wandte sie sich mehr der volkstümlichen Musik zu und moderierte seit 1967 beim Saarländischen Rundfunk über fünfzigmal die Fernsehsendung Im Krug zum grünen Kranze. In den 1970er Jahren moderierte sie zusammen mit Maxl Graf die ZDF-Sendung Lustige Musikanten. 1976 erhielt sie die Hermann-Löns-Medaille. Bis zu ihrem Tod hatte Lolita über 20 Millionen Schallplatten verkauft. Sie war zweimal verheiratet und ließ sich beide Male scheiden. Sie hatte ein Kind, ein Enkelkind und lebte zuletzt in Großgmain im Bezirk Salzburg-Umgebung. Sie erlag im Alter von 79 Jahren einem Krebsleiden. Die Urne mit ihren sterblichen Überresten wurde in Großgmain beigesetzt.

## Diskografie
- 1956: Ananas
- 1956: Das Leben ist nur für die Liebe da
- 1956: Weißer Holunder
- 1957: Auf silbernen Wogen – mit Jörg Maria Berg
- 1957: Corabella
- 1957: Der weiße Mond von Maratonga
- 1957: Lorena
- 1957: Mambo-Lolita
- 1957: Wart’ auf mich – mit Jörg Maria Berg
- 1958: Am Strand von Mindanao – mit Jimmy Makulis
- 1958: Addio Amigo
- 1958: Capitano
- 1958: Eine blaue Zauberblume
- 1958: Manakoora
- 1958: Melodia Ba-Bahia
- 1958: Mexicano
- 1958: Sieben Berge – sieben Täler – im Duett mit Jimmy Makulis / Konzerthaus in Wien
- 1958: Südwind
- 1958: Was ein Mann alles kann
- 1959: Treu will ich dir bleiben
- 1959: Bleib’ bei mir
- 1959: Cheerio
- 1959: Das ist Heimweh – als Ditta Zusa
- 1959: Insel der Liebe
- 1959: Jonny
- 1959: Kuckucksjodler – als Ditta Zusa
- 1959: Manana Caballero
- 1959: So wird’s immer sein
- 1959: Stern der Tropennacht
- 1959: Was schlägt denn da droben auf dem Tannabaum – als Ditta Zusa
- 1959: Wenn der Auerhahn balzt – als Ditta Zusa
- 1960: Seemann (deine Heimat ist das Meer)
- 1960: Die Sterne der Prärie
- 1960: Die weite Welt in weiter Ferne
- 1960: La Luna
- 1960: Mei Vata is a Appenzeller
- 1960: Mein Schiff heißt „Heimweh“
- 1960: Souvenir d’amour
- 1960: Wenn der Sommer kommt (Theme From “A Summer Place”)
- 1960: Wie lustig ist’s im Winter
- 1961: Ein Strauß Vergißmeinnicht
- 1961: Lucki-Lucki-Polka
- 1961: Rosen werden blüh’n
- 1961: Sehnsucht nach Samoa
- 1961: Wenn wir uns einmal wiedersehen
- 1961: Über alle sieben Meere
- 1962: Addio, My Darling, Bye Bye
- 1962: Der jodelnde Postillon
- 1962: Für ein paar Tage
- 1962: Gondoli Gondola
- 1962: Silberne Möwe
- 1962: Traummusik
- 1962: Träume von der Heimat
- 1962: Und ein Lied klingt durch das Tal
- 1963: Da kam Johnny
- 1963: Sag mir, wo die Blumen sind
- 1963: Die Liebe kommt und geht
- 1963: Einsam steh’ ich am Strom
- 1963: Mary, Oh Mary
- 1963: Sag’ nur drei Worte
- 1964: Balalaika
- 1964: Das Leben ist schön
- 1964: Matrosenliebe
- 1964: Sehnsucht nach dir und der Liebe
- 1964: Wenn ein Cowboy mich küssen will
- 1965: Ein goldenes Herz
- 1965: Komm’ wieder
- 1965: Mir ist heut’ so nach Salz und Meer
- 1965: Männer, Masten und Matrosen (Mohavana)
- 1965: Nicht weinen, Marino
- 1965: Wenn unser Vater glücklich ist
- 1966: Meine Welt
- 1966: Ich will leben
- 1966: Tag und Nacht
- 1967: Irgendwo bei den Sternen
- 1967: Paradies der schönen Träume
- 1967: Schmiede dein Glück
- 1967: Wunderbar kann die Liebe sein
- 1968: Lass mich glauben
- 1968: Verschiedene Wege
- 1969: Lebenslied
- 1969: Regen und Sonnenschein
- 1972: Ich Hab’ Einen Bräutigam In Texas
- 1975: Blaue Nacht am Hafen
- 1980: Du bist nie allein
- Am weißen Strand von Soerabaya

## Filmografie
- 1957: Weißer Holunder
- 1957: Der kühne Schwimmer
- 1957: Blaue Jungs
- 1958: Mein Schatz ist aus Tirol
- 1959: Melodie und Rhythmus
- 1960: Schick deine Frau nicht nach Italien
- 1960: Schlager-Raketen
- 1961: Musik ist Trumpf
- 1961: Eine hübscher als die andere
- 1961: Isola Bella
- 1961: Im schwarzen Rößl
- 1961: Schlager-Revue 1962
- 1962: Der verkaufte Großvater
- 1962: Wenn die Musik spielt am Wörthersee
- 1963: Unsere tollen Nichten
- 1963: Romy und Julius

## Sonstiges
Unweit ihres Geburtsortes eröffnete die Sängerin 1958 in der Stadtgemeinde Lilienfeld (Jungherrntalstraße 8) einen Tourismusbetrieb, die sogenannte Lolita, eine viergeschossige, balkonlastige Hotel-Pension mit Restaurant, bekrönt von übergroßen Lettern des Künstlernamens. Der Beherbergungsbetrieb bestand bis 1980, gefolgt von einer vierzigjährigen Nutzung als Flüchtlingsquartier. Mitte 2020 entschied die Stadtgemeinde auf Abbruch der Baulichkeit zugunsten der Umsetzung von zwölf Wohneinheiten im Rahmen des gemeinnützigen Projekts Junges Wohnen Lilienfeld.